# Glenn Danzig
Glenn Allen Anzalone (Lodi, 23 de junho de 1955), mais conhecido pelo nome artístico de Glenn Danzig, é um cantor, compositor, músico e produtor musical estadunidense. Ele formou a banda de horror punk Misfits (nome tirado do último filme de Marilyn Monroe) junto com o baixista Jerry Only no final da década de 1970 em New Jersey. Glenn gravou clássicos da banda, como "Skulls", "Die, Die My Darling", "Last Caress", "Astro Zombies", "Bullet", "Halloween" e muitos outros. Após sua carreira com os Misfits, formou a banda Samhain, que posteriormente se tornou o Danzig.
A carreira de Glenn abrangeu uma série de gêneros musicais ao longo dos anos, incluindo punk rock, horror punk, heavy metal, doom metal, rock industrial e música clássica. Ele escreveu canções para outros músicos, como Johnny Cash e Roy Orbison.[carece de fontes?]

## Biografia
Ainda na infância teve aulas de piano e clarinete. Mais tarde, aprendeu sozinho a tocar guitarra. Glenn entrou no mundo da música aos onze anos, e descreve os grupos Black Sabbath, Blue Cheer e The Doors como suas primeiras influências musicas. Nunca teve aulas de canto. Como cantor, é notório por seu timbre de voz barítono, tanto que frequentemente tem sido comparado ao de Elvis Presley, Jim Morrison e Howlin' Wolf, outra forte influência para ele é Bill Medley. Glenn chegou a mencionar que quer gravar um álbum de blues com Jerry Cantrell.
Os Misfits de Glenn Danzig encerrou suas atividades em 1983 após o lançamento do álbum Earth A.D./Wolfs Blood, quando Glenn resolveu seguir carreira solo após constantes brigas com a banda e insatisfação com suas habilidades musicais, todavia nunca se esclareceu de fato o fim desta formação do grupo. Quando questionado sobre o assunto, Glenn fica nervoso e desconversa. Logo depois ele foi formar outras bandas como o Samhain e, depois de certo tempo, a banda Danzig. No ano de 1995, em virtude da repercussão da carreira solo de Danzig e dos covers de suas músicas gravadas por Metallica e Guns N' Roses ("Last Caress", "Die, Die My Darling" e "Attitude"), o Misfits voltou à ativa com o baixista Jerry Only e seu irmão, o guitarrista Doyle.
Depois do Misfits, ele começou a trabalhar em uma nova banda, Samhain, que começou quando Glenn foi ensaiar com Eerie Von. O nome da banda foi inspirado no antigo Ano Novo Celta, que influenciou a evolução do Halloween moderno. Inicialmente Samhain foi tido como um "super grupo" punk rock, porém o nome foi alterado para Danzig mais tarde.
Em 1988 o Danzig lança seu primeiro disco Danzig, com Glenn Danzig nos vocais, Eerie Von no baixo, John Christ na guitarra, e Chuck Biscuits na bateria. Contavam com o apoio do Metallica, que sempre tocou cover dos Misfits, e resolveu dar uma força para a nova banda de Glenn. Segundo boatos a faixa "Possession" do primeiro disco tem a participação de James Hetfield, embora sem créditos.
Durante os anos de 1988 e 1989 a banda excursionou extensivamente. Em 1990 a banda lançou um vídeo com clipes e declarações de seus integrantes.
Seu segundo álbum, Lucifuge, sai em 1990, com músicas como "Long Way Back From Hell" e "Her Black Wings". No ano seguinte, lançam um segundo vídeo, também chamado "Lucifuge".
Em 1992 é a vez de How the Gods Kill, considerado o melhor trabalho da banda. Além da faixa-título, destacam-se "Dirty Black Summer" e "Do You Wear the Mark".
Em 1993, lançam o EP Thrall, com três músicas inéditas, juntamente com o EP Demonsweatlive, com quatro músicas ao vivo.
Danzig IV sai em 1994 com o hit "Cantspeak". No ano seguinte, nos dias 20 e 21 de junho a banda se apresenta pela primeira vez no Brasil. O show foi na extinta casa de shows Olympia e marcou o lançamento do CD. No palco, uma surpresa para os brasileiros era a saída de Chuck Biscuits da bateria, dando lugar a Joey Castillo, que superou as expectativas.
Glenn se desentendeu com a banda, o que leva ao seu término, e abre uma editora e começa a fazer quadrinhos. Eerie Von foi para o ramo de trilhas sonoras de filmes e John Christ começa uma carreira solo. Glenn resolve voltar com a banda, chama Joey Castillo de volta, convida Joseph Bishara para os teclados e Josh Lazie para o baixo, e fazem um som totalmente diferente do antigo Danzig, se voltando para o eletrônico.
Em 2005 Glenn Danzig fez uma turnê com sua banda Danzig, que tinha Doyle como convidado especial, tocando uma série de clássicos em homenagem ao Misfits.
Em setembro de 2016, Glenn Danzig se reuniu após 33 anos com os membros originais Jerry Only e Doyle para um show de reunião no Riot Fest em Denver.

## Discografia

### Misfits
- Walk Among Us (1982)
- Earth A.D./Wolfs Blood (1983)
- Static Age (1997, Porém gravado em 1978)

### Samhain
- Initium (1984)
- Unholy Passion (1985)
- Samhain III: November-Coming-Fire (1986)
- Final Descent (1990)

### Danzig
- Danzig (1988)
- Lucifuge (1990)
- How the Gods Kill (1992)
- 4 (1994)
- Blackacidevil (1996)
- Satan's Child (1999)
- I Luciferi (2002)
- Circle of Snakes (2004)
- Deth Red Sabaoth (2010)
- Skeletons (2015)
- Black Laden Crown (2017)
- Danzig Sings Elvis (2020)